# Skawina
Skawina este un oraș în județul Cracovia, Voievodatul Polonia Mică, cu o populație de 24.259 locuitori (2012) în sudul Poloniei.
Orașul este situat pe râul Skawinka, în imediata apropiere a orașului Cracovia. Populația sa (ca la 31 decembrie 2010), a fost de 23.761, iar zona a orașului este de 20,50 km2. Una dintre cele mai interesante clădiri istorice din Skawina este un palat renascentist, construit la mijlocul secolului al XVI-lea de către Paweł Korytko. Numele orașului provine probabil de la râu Skawinka.

## Istorie
În secolul al XIII-lea, aici au existat trei sate: Babice Nowe, Stare Babice și Pisary. Ele făceau parte din abația benedictină Tyniec. În Evul Mediu, Skawinka era o vreme granița dintre Silezia și Polonia Mică, care a dus la construirea unui fort defensiv, care a protejat orașul Cracovia din direcția sudică. La 22 mai 1364, regele Kazimierz Wielki a acordat drepturi Magdeburg localității Skawina, iar câțiva ani mai târziu, biserica parohială a Duhului Sfânt a fost finanțată de aici. Skawina a fost sediul unei wójt(judecătorii), și a rămas în mâinile călugărilor benedictini. Orașul a avut un zid de apărare și un castel, care a fost reședinta. În 1509, Skawina a ars într-un incendiu, dar orașul a fost reconstruit rapid și s-a bucurat de prosperitate în Epoca de Aur a Poloniei. Vremurile bune s-au încheiat odată cu invazia suedeză a Poloniei, atunci când armatele suedeze și cele din Transilvania au distrus Skawina, reducând populația sa la 50%. După partițiile Poloniei, Skawina a devenit parte din provincia austriacă Galiția (1772).
Orașul a rămas sărac și înapoi până în a doua jumătate a secolului al 19-lea, atunci când Skawina a devenit un nod de cale ferată, cu trei linii, la Cracovia, Sucha Beskidzka, și Oświęcim. S-a construit o fabrică de bere și au fost deschise noi afaceri.

## Orașe înfrățite
- Civitanova Marche - Italia